# Осерёдок

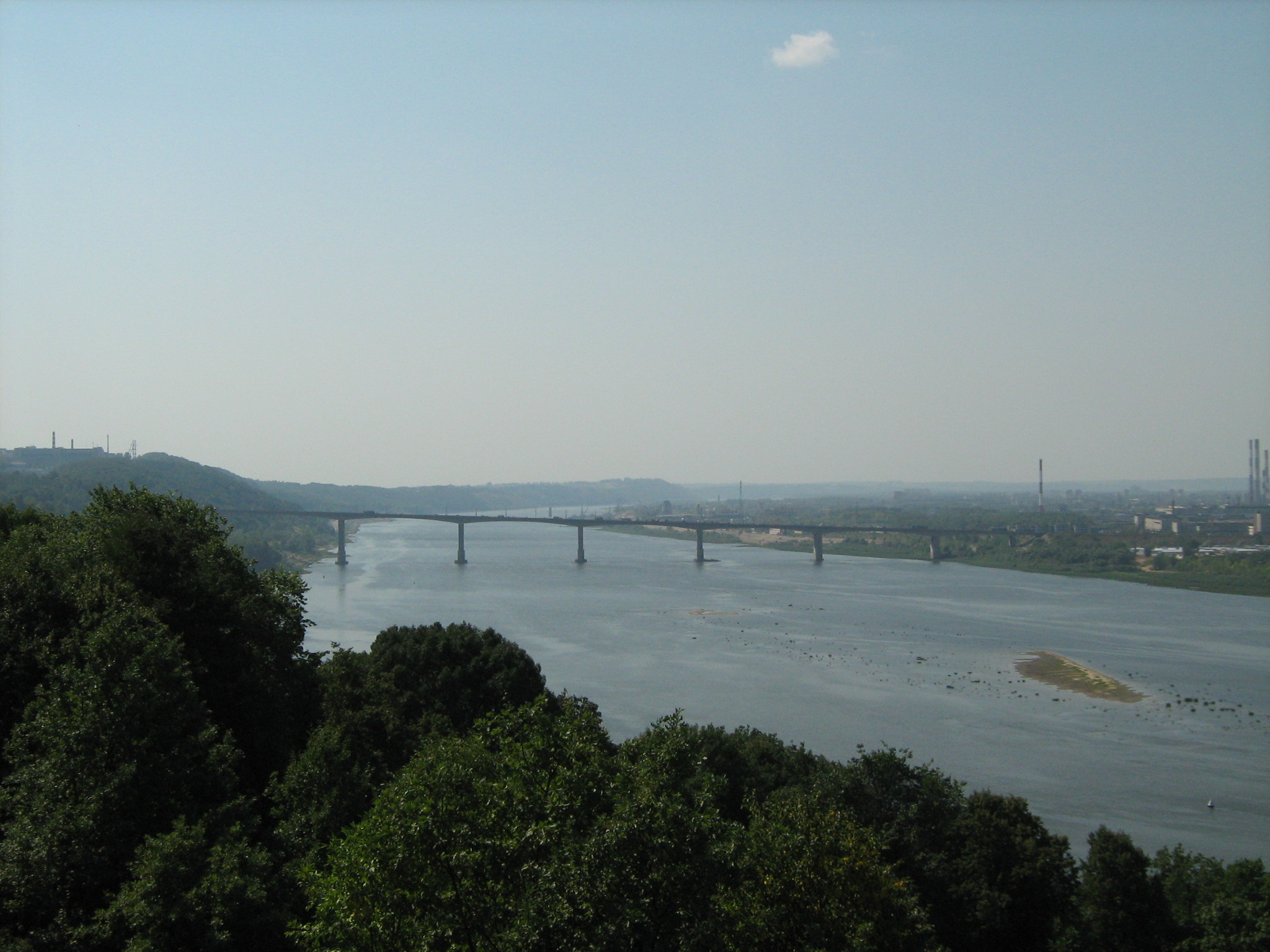
Осерёдок на Оке ниже Мызинского моста

Осерёдок — наносное отложение в русле реки, не имеющее растительности и не примыкающее к берегу, которое во время высокого уровня воды затапливается, образуя мель, а в межень осыхает, превращаясь в невысокий остров.
Как правило, осерёдки образуются при большом поступлении наносов (например, во время половодья, или паводка) в местах, где скорость течения потока замедляется — уменьшается транспортирующая способность потока (из-за подпора, уменьшения уклона, препятствия в русле). Необходимо отметить также, что расход наносов по створу водотока обычно максимальный в центре — стрежне, поэтому при резком замедлении максимальное отложение происходит именно здесь, и именно здесь начинает расти осерёдок.
За счёт перемещения наносов осерёдки сдвигаются вниз по реке путём размыва приверха и намыва ухвостья. В результате этого, они могут соединяться с берегом, образуя побочни, косы, пляжи; в дальнейшем возможно отделение и повторное образование осерёдка. Подобным образом осерёдки могут возникнуть, а затем слиться с мысом стрелки у слияния двух рек. Закрепляясь растительностью, или по другим причинам, осерёдки превращаются в русловые острова. От островов осерёдки часто отличаются продольным профилем поверхности — у осерёдка склон, обращённый вверх течения потока (склон приверха), как правило, положе склона, обращённого вниз (склона ухвостья), а у островов — наоборот.
Осерёдки негативно влияют на судоходство на реке — сужают, искривляют судовой ход и уменьшают глубины.
Тип русловых процессов, определяемый осерёдками — осерёдковый или осерёдковая многорукавность. При образовании русловых островов осерёдковая многорукавность трансформируется в русловую многорукавность.